# Graciela Rodo Boulanger
Graciela Rodo (La Paz,16 de febrero de 1935) es una pintora boliviana, reconocida por sus obras de arte en las representa figuras estilizadas de niños y niñas.

## Primeros años
Su amor por el arte fue influencia de su madre Graciela Aparicio, concertista de piano; y su padre Balthazar Rodo, un negociante y conocedor de arte. De acuerdo con Rodo, de niña entró por accidente al atelier de la esposa de su dentista, donde decidió convertirse en artista. Rodo abandonó el colegio a los 13 años luego de una enfermedad, debido a que pensó que este le impedía realizarse en su vida artística a pesar de la insistencia del director del colegio Alemán, al que asistía.
Estudió música y arte durante la niñez, dando su primer recital de piano a los 15 años en Santiago de Chile, donde pasó un año aprendiendo música en el Conservatorio de la ciudad y teniendo su primera exhibición de arte en Viena y Salzburgo a los 18 años de edad. Inicialmente, debía inscribirse a un internado en Barcelona, pero durante un corto viaje a Viena decidió inscribirse al estudio de la pintura y el piano en esa ciudad.

## Carrera artística
Persiguiendo su sueño de ser tanto música y artista, Rodo se dio cuenta de que el tiempo no le permitiría tener la devoción necesaria a ambas pasiones. Debido a esto, a los 22 años, enfocó toda su energía a pintar. Estudió las técnicas de grabado y sellado con René Carcan y Johnny Friedlaender en París.
Rodo se casó con un diplomático francés llamado Claude Boulanger, así que su nombre público se convirtió en Graciela Rodo de Boulanger (en español) y Graciela Rodo Boulanger (en francés). Se establecieron en Líbano por motivo del trabajo de su esposo, donde nació su primera hija, llamada Karine el año 1963 y; de igual manera, su segunda hija, Sandra, nació tres años después, coincidiendo su nacimiento con un ataque de hemiplejia a Claude, quien moriría debido a ello algunos años después, en 1979.
En 1966, su carrera artística comenzó a ser reconocida cuando publicó su primera edición de grabados y realizó su primera exhibición en los Estados Unidos. En 1979, la UNICEF la designó como la artista oficial para el póster del Año Internacional del Niño, y dos de sus tapices fueron presentados en el salón de la Asamblea General de la ONU.
El Museo de Arte Moderno de América Latina, en Washington D. C., dio una retrospectiva de su obra en 1983. 
En 1986, la Ópera Metropolitana de Nueva York la comisionó para su póster de ''La Flauta Mágica'' de Wolfgang Amadeus Mozart y sus pinturas fueron mostradas por la Galería de Arte del Lincoln Center.
En 1993, la Federación Mundial de las Asociaciones de la ONU eligió una de sus pinturas para ilustrar tanto un sello y una impresión de edición limitada sobre las especies en peligro de extinción. Una retrospectiva de cincuenta años titulada ''Cinco Décadas'' tuvo lugar en la galería 444, San Francisco, en 2006. Más de 200 exhibiciones de Rodo han sido realizadas en los cinco continentes del planeta.
Al cumplir 70 años, Rodo decidió retornar a La Paz luego de aprender el trabajo en cerámica con Mario Saravia. Finalmente, recibió el Premio Obra de Vida de la versión número 64 del Concurso Municipal de Artes Plásticas Pedro Domingo Murillo de la ciudad de La Paz por su trayectoria.

## Estilo artístico
De acuerdo con Rodo, su estilo se basa en la búsqueda de sus propios rasgos, en su naturaleza. A lo largo de su trayectoria artística, Rodo realizó obras influenciadas en primer lugar por el realismo, luego por el cubismo. De igual manera, inicialmente trabajó con el óleo, técnica que aprendió en la Escuela de Bellas Artes de Viena, pasando por el grabado, el collage, la acuarela, el dibujo a tinta, la escultura y en sus últimos años, la cerámica. De igual manera, su obra trata principalmente sobre infantes, pues de acuerdo con Rodo, en su obra se busca la infancia de la humanidad, buscando volver a esta etapa sin infantilismos.